# ديف ديكون
ديف ديكون (بالإنجليزية: Dave Deacon)‏ (10 مارس 1929 في المملكة المتحدة - 23 يوليو 1990) هو لاعب كرة قدم بريطاني في مركز الدفاع. لعب مع إيبسويتش تاون وكامبريدج يونايتد وBungay Town F.C. ‏.